# Claude Jacquemin
Pour les articles homonymes, voir Jacquemin.
Claude Jacquemin est un architecte français né à Chanville le 28 octobre 1818 et mort à Nancy le 23 juin 1890. Il est principalement connu pour avoir mené l'exécution des travaux de la basilique Saint-Epvre de Nancy, construite entre 1863 et 1875.

## Biographie

### Formation et début de carrière
Issu d'une famille pauvre de Moselle, Claude Jacquemin quitte sa région natale pour partir travailler à Paris. Il y serait devenu tailleur de pierre sur le chantier de Notre-Dame-de-Paris sous les ordres de Lassus. Il revient en Moselle et travaille comme appareilleur dans le cadre du chantier de la seconde tour de la cathédrale de Metz. Il est ensuite nommé responsable de l'entretien général de la cathédrale par l'architecte diocésain Pierre-François Gautiez. Avec ce même architecte, Jacquemin travaille à la construction du Séminaire et du Sacré-Cœur de Montigny, de l'orphelinat Sainte-Constance et des bâtiments de Saint-Clément à Metz. Entrepreneur, il est responsable de la construction de la première église de Vautrin.

### Activité à Metz et Nancy
En 1861, Claude Jacquemin, expose dans la section Beaux-Arts de l'Exposition universelle de Metz. Il y présente deux autels en pierre de style gothique pour l'église de Hombourg-l'Évêque et un autel en pierre de style renaissance pour l'église de Sarralbe. Il remporte alors une médaille d'argent.
En 1863, il est nommé pour assurer l'exécution des travaux de la basilique Saint-Epvre.
En 1867, à la suite de ses travaux pour cette basilique, Claude Jacquemin reçoit la décoration de l'ordre impérial de François-Joseph d'Autriche. La même année, à l'Exposition Universelle de Paris, il présente un autel gothique en marbre blanc.
Trois ans plus tard, il est nommé chevalier de l'Ordre pontifical de Saint-Sylvestre.
Il exerce à Metz au 52 rue Fournirue puis au 20 avenue Serpenoise. Après l'annexion de l'Alsace-Lorraine, il quitte la ville pour rejoindre Nancy. En 1872, il fonde l'entreprise "C. Jacquemin et fils" spécialisée dans les travaux d'architecture, de construction et le commerce de marbrerie. Il compte alors ses deux fils, Rémy et Charles comme associés. À sa mort, c'est son fils Rémy qui reprend l'affaire familiale. L'entreprise est liquidée à Metz en 1892.

### Descendance
Claude Jacquemin est le père de l'architecte messin Rémy-Édouard Jacquemin. Il compte également trois autres fils : Émile Jacquemin, directeur de la revue L'Immeuble et la Construction dans l'Est, Charles Jacquemin et Nicolas-Édouard Jacquemin, également architectes.

## Son œuvre
Claude Jacquemin présente plusieurs spécialités. De son cabinet, sortent plusieurs projets de construction, restauration et agrandissement d'églises. Son établissement compte un matériel particulièrement remarquable sur le plan technique, notamment une scierie à vapeur pour la pierre et le marbre. Son usine et ses ateliers sont indiqués à Montigny-lès-Metz. En 1867, on rapporte qu’il y mobilise deux-cent-cinquante ouvriers.
Parmi ses réalisations les plus importantes, il faut noter l'exécution des travaux de la basilique Saint-Epvre de Nancy à partir des plans de l'architecte Prosper Morey mais également ceux de l'église Saint-Mansuy. Claude Jacquemin est également responsable de la restauration de la chapelle du prieuré de Morlange, classée monument historique en 1845. On lui doit également le déplacement de la tour de l'église de Noiseville, le clocher de l'église de Maizeroy, la chapelle de Villers-Stoncourt, les églises de Verny, Semécourt et Vigny.
Parmi les travaux menés avec son fils Rémy, notons :
- Le couvent et la chapelle des Sœurs de Peltre
- l'église d'Augny
- l'église de Basse-Kontz
- l'église de Coume
- l'église de Grostenquin
- l'église de Longwy-Haut

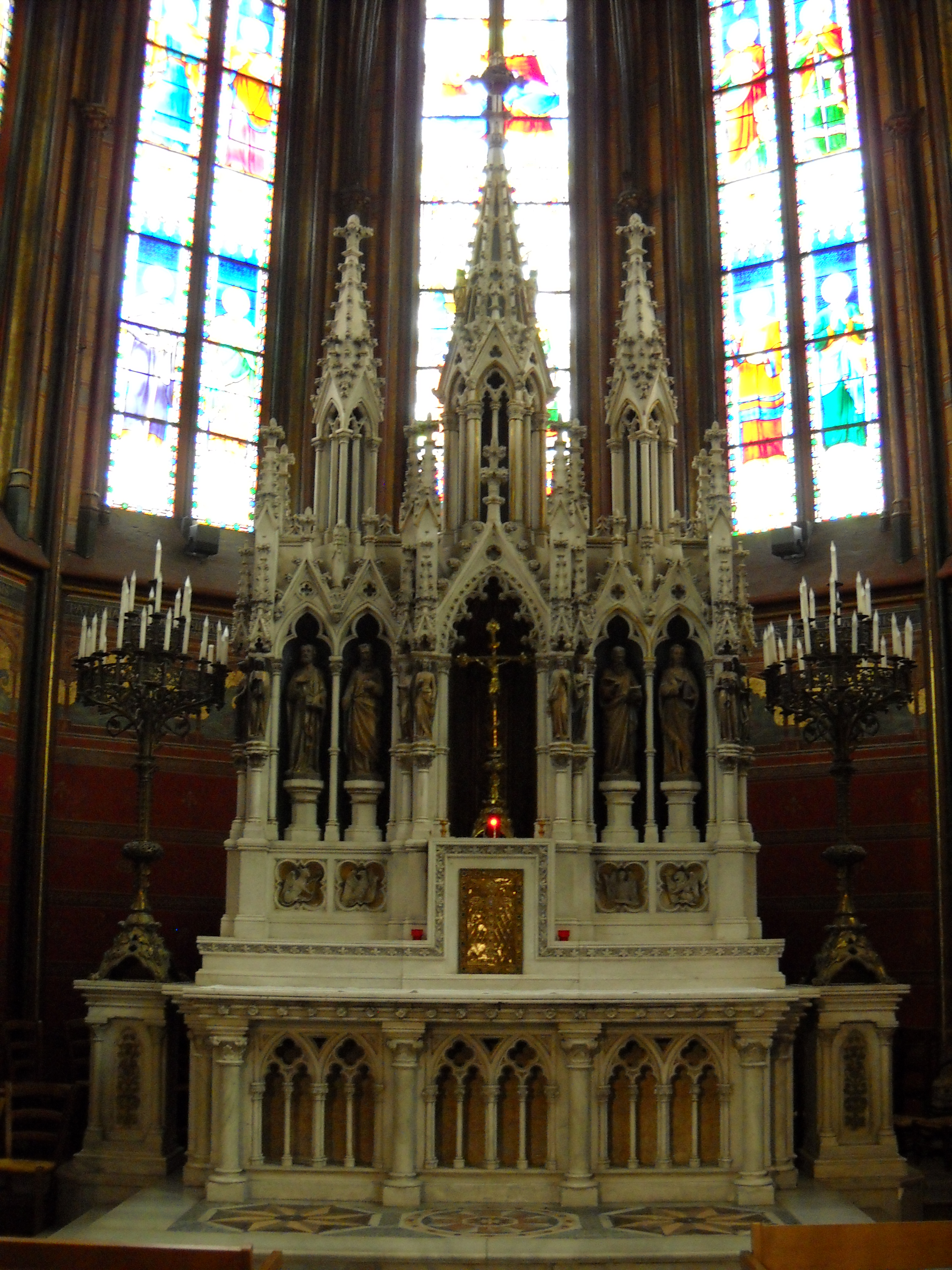
Maître-autel de l'église Notre-Dame de Boulogne. Présenté à l'Exposition universelle de 1867 par Claude Jacquemin.

À l'occasion de l'Exposition universelle de 1867, Claude Jacquemin est également présenté comme fournisseur "d'ameublement complet pour églises", travaillant autant le bois que la pierre et le marbre.
Il produit notamment l'autel de Saint-Eucaire, consacré à Metz en 1853. Le maitre-autel présenté à l'Exposition Universelle de 1867 est lui vendu 25.000 francs à l'église Notre-Dame de Boulogne à Boulogne-Billancourt.
Claude Jacquemin collabore également à la fabrication d'orgues avec les facteurs Dalstein et Hærpfer. À Metz, il conçoit notamment le buffet de l'orgue de l'église Saint-Simon-Saint-Jude (1887) et dessine les plans du buffet renaissance de l'orgue de l'église de Petite-Rosselle (1889).